# Dypsis confusa
Dypsis confusa – gatunek palmy z rzędu arekowców (Arecales). Występuje endemicznie na Madagaskarze, w prowincji Toamasina. Można go spotkać między innymi w parkach narodowych Mananara Nord, Masoala i Zahamena.
Rośnie w bioklimacie wilgotnym. Występuje na wysokości do 1000 m n.p.m.